# Edmund Loewe

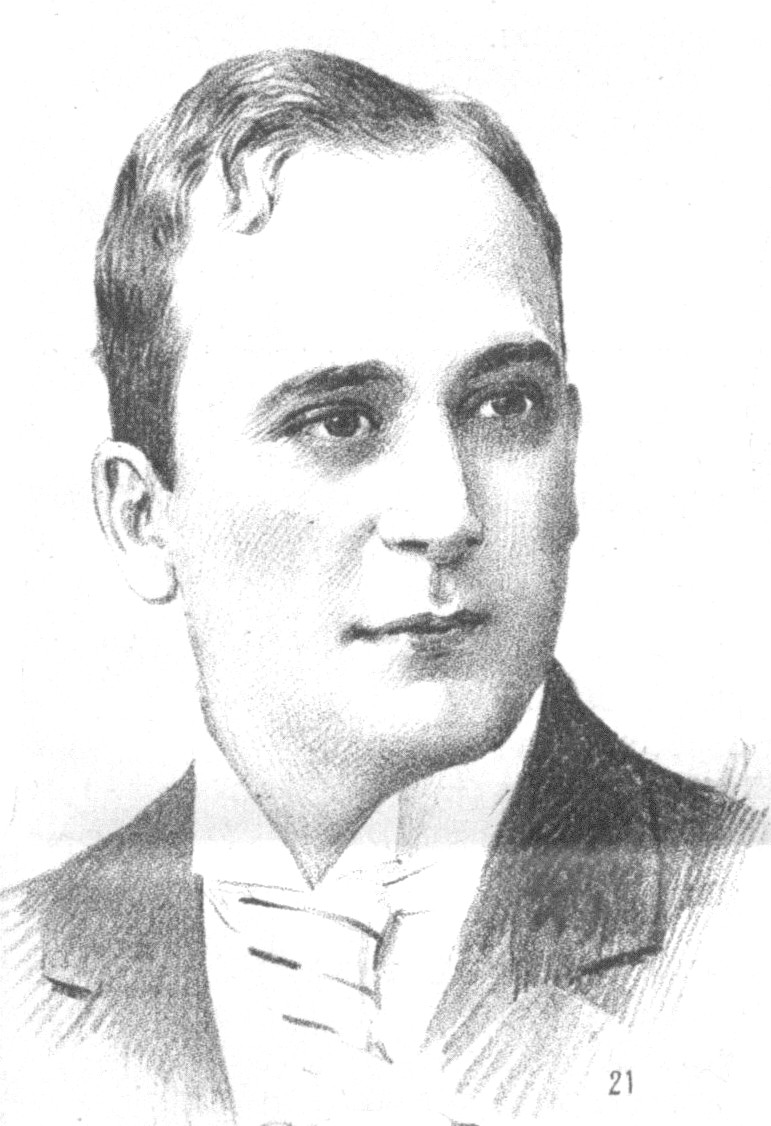
Edmund Loewe im Jahre 1902

Edmund Loewe (auch Edmund Löwe; * 16. Dezember 1870 als Edmund Löw in Wien, Österreich-Ungarn; † 20. Februar 1931 in New York City) war ein österreichischer Schauspieler und Operettensänger (Tenor) an heimischen, deutschen und internationalen Bühnen sowie ein Stummfilmregisseur.

## Leben
Der Sohn des Privatbeamten Eduard Löw und seiner Frau Philippine, geb. Herlitzka, entdeckte als junger Beamter sein Unterhaltungstalent und trat als Coupletsänger im Rahmen von Vereinsveranstaltungen auf. Daraufhin entschloss er sich im Jahre 1890, den Beruf eines Schauspielers und Sängers einzuschlagen und trat in Teplitz-Schönau erstmals vor einem zahlenden Publikum auf. Es folgten weitere Engagements in der k.u.k.-Provinz, darunter auch Prag. Seine ersten deutschen Verpflichtungen führten den gebürtigen Wiener an das Friedrich-Wilhelmstädtische Theater nach Berlin und an das Carl-Schultze-Theater in Hamburg. Als Mitglied des Ferenczy-Ensembles kam Edmund Loewe 1896 bis nach New York. In der Spielzeit 1897/98 war der Sänger und Schauspieler Ensemblemitglied am Theater an der Wien, ging anschließend gastweise ans Grazer Landestheater und zur Jahrhundertwende (1899–1901) erneut an das Carl-Schultze-Theater nach Hamburg. 1900 heiratete er dort seine Berufskollegin Rosa Stagl. 1902 folgte eine erneute Verpflichtung Loewes an das Theater an der Wien. In diesen Jahren feierte Loewe seine größten Erfolge als Operettensänger aber auch als Schauspieler in Theaterpossen. Zu den bekanntesten Stücken jener Jahre mit ihm zählen Die Puppe, Die Geisha, Der Opernball und Das arme Mädel.
Noch im ersten Jahrzehnt des 20. Jahrhunderts kehrte Loewe nach Deutschland zurück und trat am Dresdner Central-Theater auf. Wieder in Berlin angekommen, gab Loewe 1912 ein weitgehend unbemerkt gebliebenes Filmdebüt in dem Zeitdrama Europäisches Sklavenleben. Noch im selben Jahr führte ihn wieder ein Auftritt ins Ausland, diesmal nach Amsterdam. Den Ersten Weltkrieg verbrachte Edmund Loewe weitgehend in der deutschen Reichshauptstadt, wo er nicht nur Theater spielte, sondern auch erneut vor die Kamera trat. Kurz vor Kriegsende kehrte er nach Wien heim und begann dort für die Hugo-Held-Film erstmals auch Filmregie zu führen. 1920 wieder in Berlin, trat Loewe diesmal am Thalia-Theater auf und setzte bis 1923 auch seine Arbeit als Filmschauspieler in Europa fort. 1924 ging er in die Vereinigten Staaten, wo sein Sohn Frederick Loewe später ein erfolgreicher Komponist wurde. Edmund Loewe starb 1931 in Manhattan und wurde auf dem Fresh Pond Crematory and Columbarium in Middle Village (Queens) beigesetzt.

## Filmografie
- 1912: Europäisches Sklavenleben
- 1915: Das Tagebuch Collins
- 1915: Kindertränen
- 1916: BZ-Maxe & Co.
- 1918: Die Wallfahrt nach Kevlaar (Regie)
- 1919: Nachtasyl
- 1919: Charly Bill
- 1919: Sünden der Eltern
- 1919: Der Bastard
- 1919: Don Juan, sechs Teile (Regie)
- 1919: Der Würger der Welt
- 1920: Johann Baptiste Lingg
- 1920: Die Elixiere des Teufels (auch Regie)
- 1921: Memoiren eines Kammerdieners, zwei Teile
- 1921: Das Haus in der Dragonergasse
- 1921: Das Geheimnis der vier Tage (auch Drehbuch)
- 1922: Lucifer
- 1922: Marie Antoinette
- 1922: Der Gaukler von Paris
- 1923: Im Schatten der Moschee